# Tamzin Merchant
Tamzin Merchant (4 maart 1987) is een Britse actrice.

## Levensloop
Merchant werd geboren in Sussex, bracht met haar familie een deel van haar jeugd door in Dubai en volgde middelbaar onderwijs aan Brighton College. Ze studeerde nadien aan het Homerton College van de Universiteit van Cambridge.
Merchant vertolkte onder meer de rol van Georgiana Darcy in de langspeelfilm Pride & Prejudice en de rol van Catherine Howard in de televisieserie The Tudors.
- Bibsys: 11045295
- Biblioteca Nacional de España: XX5828927
- Bibliothèque nationale de France: cb16664509q (data)
- Gemeinsame Normdatei: 1274139406
- International Standard Name Identifier: 0000 0001 3382 1591
- Library of Congress Control Number: no2006107816
- Nationale Bibliotheek van Tsjechië: xx0300085
- Nationale Bibliotheek van Israël: 987012501549805171
- Nederlandse Thesaurus van Auteursnamen: 432741844
- Système universitaire de documentation: 260210226
- Virtual International Authority File: 53149066594365601946